# Diostracus filiformis
Diostracus filiformis är en tvåvingeart som beskrevs av Zhu, Masunaga och Yang 2007. Diostracus filiformis ingår i släktet Diostracus och familjen styltflugor. Inga underarter finns listade i Catalogue of Life.